# Psicobiótico
Em microbiologia, psicobiótico é definido como um grupo de organismos que, quando ingeridos em quantidades adequadas, produz um benefício para a saúde em pacientes sofrendo de doenças psiquiátricas ou neurológicas. Psicobiótico é também conhecido com "probiótico para o cérebro". Investigações mostraram que os micróbios também podem desempenhar um papel na formação de amilóide-β.